# První bitva u Cobadinu
První bitva u Cobadinu, známá také jako první bitva na linii Rasova–Cobadin–Tuzla, byla bitva svedená ve dnech 17. až 19. září 1916 mezi bulharskou 3. armádou a rumunsko-ruskými silami v okolí obcí Cobadin a Pietreni (dříve Coragea, též Kokardža) v regionu Dobrudža. Bitva skončila taktickým vítězstvím Dohody a donutila Centrální mocnosti podržet ofenzívu a zaujmout obranná postavení až do poloviny října 1916.

## Přededehra
Poté, co Rumunské království vyhlásilo válku Rakousku-Uhersku a přidalo se tak v první světová válce na stranu zemí Dohody, oteřel se nový úsek balkánské fronty. Zatímco rumunské síly překročily severozápadní hranici a bojovaly s rakousko-uherskou armádou, následně podpořenou německými vojsky, o Sedmihradsko, na jeho jihovýchodní hranici jej napadla spojenecká vojska Ústředních mocností. Ostré boje byly vedeny především v oblasti Dobrudže, kde silám Německá a jeho spojenců čelila vedle Rumunů také vojska ruské armády, podpořená mj. první srbskou dobrovolnickou divizí.
K prvnímu většímu střetu na této frontě došlo během 5.a 6. září 1916, kdy byla při ofenzívě bulharských, německých a osmanských sil svedena bitva u Dobriće, která skončila vítězstvím sil Ústředních mocností.

## Bitva
Rumunsko-ruské velení následně rozhodlo o provedení protiútoku, který by postup útočníků zpomalil. Operace byla provedena silami 5. a 19. rumunské pěší divize, 61. pěší divize ruské armády a také první srbské dobrovolnické divizi pod velením Stevana Hadžiće. Boje byly svedeny v okolí obcí Cobadin a Coragea (Kokardža, později rumunsky Pietreni), při kterých byly ale rumusko-ruská vojska schopna postoupit a zastavit postup vojsk Ústředních mocností.

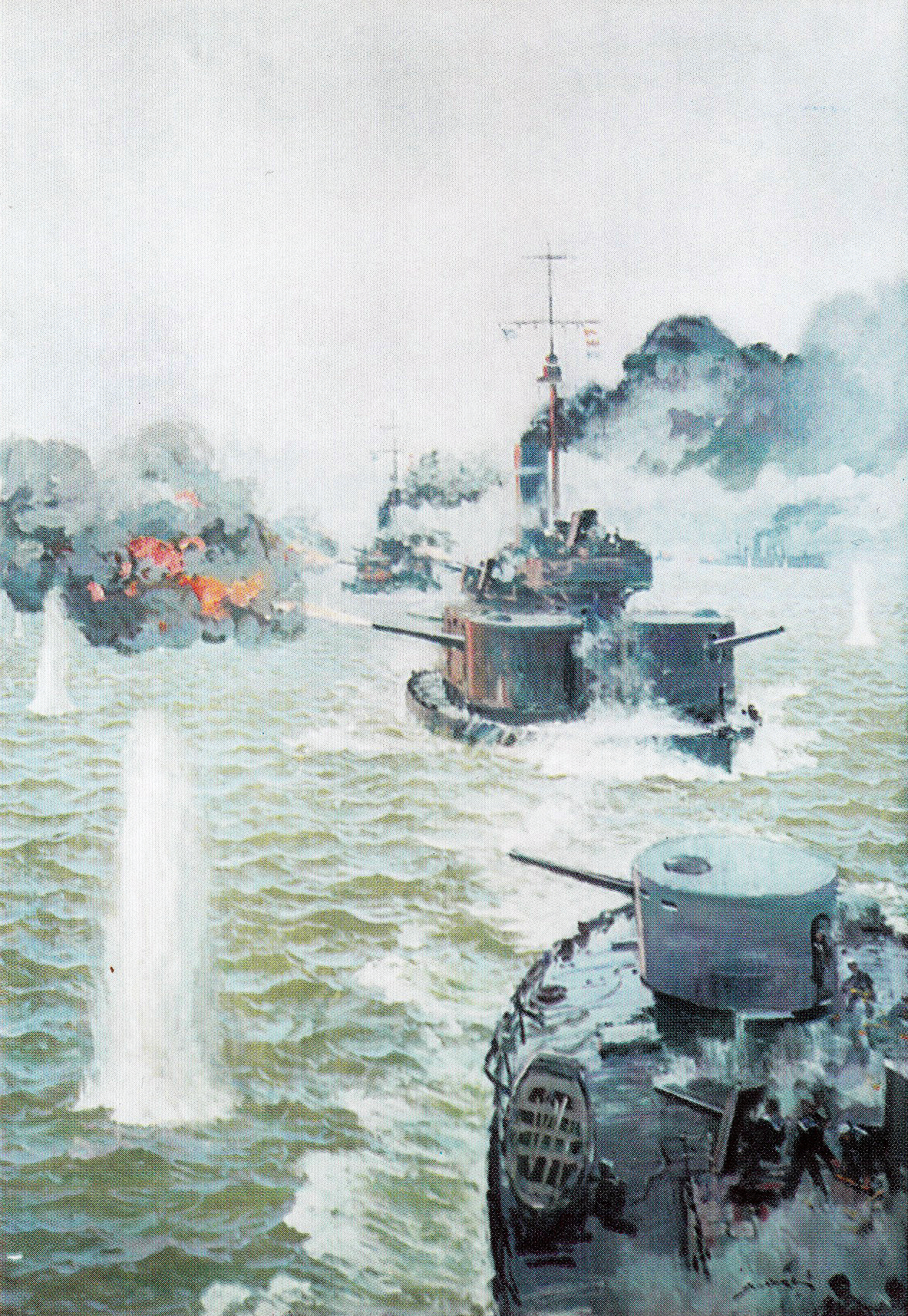
Rumunské monitory na Dunaji u obce Rasova

Pravé křídlo spojeneckých sil bylo podporováno také dunajskou flotilou rumunského námořnictva, sestávající převážně ze čtyř říčních monitorů třídy Brătiani. Tyto válečné lodě, které předtím 8. září kryly evakuaci Silistry, zablokovaly minami říční sektory na Dunaji v okolí měst Silistra, Ostrov a Gura Borcea, útočily na nepřátelské pozemní konvoje a ničily nepřátelské baterie.
Síly Ústředních mocností v bitvě zazmamenaly 704 padlých, 4,778 raněných a 611 nezvěstných. Počty padlých rumunsko-ruských síl lze patrně počítat na několik tisíc: jen srbská dobrovolnická divize uvedla své ztráty přes jeden tisíc padlých.

## Důsledky
Bulharsko-německo-osmanské síly pak zastavily svůj postup směrem na sever až do druhé poloviny října 1916, kdy útok obnovily a ve dnech 19. až 25. října tak byla svedena tzv. druhá bitva u Cobadinu. Ta skončila pro armády Ústředních mocností vítězně a ty tak mohly nadále postupovat severně ve směru na rumunské hlavní město Bukurešť.

## Češi a Slováci v srbské divizi
Boje u vsi Kokardža, kde byla srbská diviza nasazena, představovaly asi nejrozsáhlejší bojové angažmá pro zde sdružených asi 300 až 400 českých a slovenských dobrovolníků, kteří byli zajati či dobrovolně opustili řady rakousko-uherské armády. První boje absolvovali již v rámci bitvy u Dobriće, kde také zaznamenala tato skupina první ztráty, mj. několik důstojníků, mj. včetně Josefa Varty. V první bitvě u Cobadinu, jejíž část je v české vojenské historiografii označována jako bitva u Kokardže, pak padlo několik desítek až stovek z řad Čechů a Slováků, stejně jako dalších dobrovolníků slovanského původu ze zemí Rakouska-Uherska (Slovinci, Chorvati) se stejným předchozím osudem.
Po dalších ztrátách divize ve druhé bitvě u Cobadinu bylo pak rozhodnuto o jejím rozpuštění a převelení jejích zbylých členů do jiných jednotek, v případě Čechů a Slováků pak nejčastěji do ruské armády. Řada z nich zde pak vstoupila do řad československých legií v Rusku.